# Kraftwerk Kassel
Das Kraftwerk Kassel (KWK) ist ein Heizkraftwerk an der Dennhäuser Straße im Ortsteil Niederzwehren im Süden von Kassel. Es umfasst heute zwei organisatorisch und baulich getrennte Kraftwerksblöcke: Das Fernwärmekraftwerk Kassel (FKK) und das Kombi-Heizkraftwerk (Kombi-HKW). In unmittelbarer Nähe befindet sich am Ufer der Fulda das Wasserkraftwerk Neue Mühle.

## Geschichte und Technik

### Gemeinschaftskraftwerk (1955–1987)
Am Standort befand sich von 1955 bis 1988 bereits ein Kraftwerk, das gemeinsam von PreußenElektra und den Städtischen Werken betrieben wurde. Es wurde 1957 unter dem Namen „Gemeinschaftskraftwerk Kassel“ mit einer Leistung von 144 MW in Betrieb genommen. Brennstoff war vorwiegend Braunkohle aus dem Nordhessischen Revier.
Ab 1986 wurde unter Verwendung des Hauptgebäudes und der Abgasführung von beiden Betreiberunternehmen getrennt zwei neue Anlagen gebaut, die 1988 in Betrieb gingen. Dabei handelt es sich um das Fernwärmekraftwerk (FKK) und das Kombi-Heizkraftwerk.

### Fernwärmekraftwerk (ab 1989)

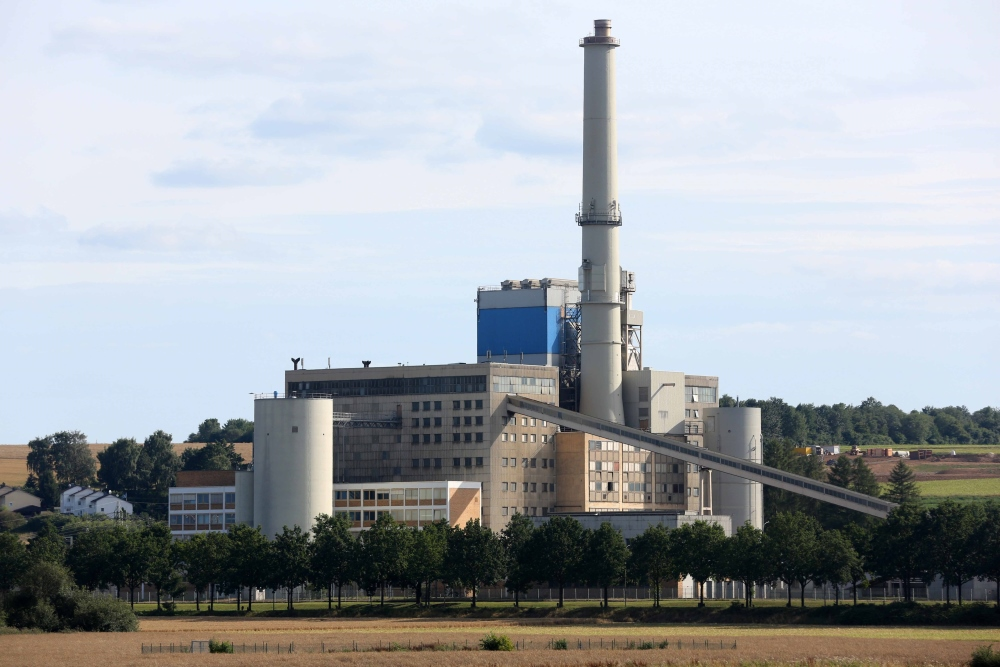
Fernwärmekraftwerk, Dennhäuser Straße, Kassel

Das von PreußenElektra erbaute Fernwärmekraftwerk wurde von 1987 bis 2010 von der E.ON und der „Kasseler Fernwärme GmbH“ betrieben. Es hatte damals eine elektrische Leistung von 38 MW und eine thermische Leistung von 150 MW und diente u. a. der Belieferung des VW-Werkes in Baunatal. Der Netzanschluss erfolgt auf der 110-kV-Ebene in das Netz von Avacon.
Das Kraftwerk wird mittels Kraft-Wärme-Kopplung mit zirkulierender atmosphärischer Wirbelschicht betrieben. Durch die Kraft-Wärme-Kopplung erzeugt das Kraftwerk jährlich 144 Millionen kWh Strom, was dem Energiebedarf von etwa 36.000 Durchschnittshaushalten entspricht. Außerdem werden 320 Millionen kWh Wärme in das Fernwärmenetz eingespeist. Damit können etwa 10.000 Haushalte heizen.
Primärbrennstoff war zunächst Braunkohle aus dem Nordhessischen Revier (Zeche Hirschberg), nach dem Ende der dortigen Förderung wurde Braunkohle aus anderen Revieren bezogen, Steinkohle wurde zugefeuert. Auf dem Foto ist das eingehauste Schrägförderband zu erkennen. Auf diesem wird die vorgetrocknete Rohkohle nach oben zum Mahlwerk befördert. Von hier wird der feingemahlene Kohlenstaub in die Feuerung geblasen. Das Kühlwasser für die Kondensatoren wird der nahegelegenen Fulda entnommen und nach dem Kühlprozess dem Fluss wieder zugeführt. Hierdurch sind keine aufwändigen Kühltürme nötig.
2010 übernahm die Kasseler Fernwärme GmbH die Anteile der E.ON Kraftwerk GmbH. Mit der Überführung der Kasseler Fernwärme GmbH in die Städtische Werke Energie + Wärme GmbH im Jahr 2013 begannen Prozesse zur Kraftwerksoptimierung. Neben der Umstellung der Klimatisierung des Kraftwerks auf Absorptionskältetechnik 2014 wurden 2015 Testphasen zur Umstellung auf Ersatzbrennstoffe biogenen Ursprungs (Klärschlamm) erfolgreich abgeschlossen. Die dazu gehörigen Genehmigungsverfahren wurden zwischenzeitlich vom Regierungspräsidium Kassel genehmigt. Der Ersatzbrennstoff wird seit Anfang 2016 eingesetzt.
Das Fernwärmekraftwerk wird seit Januar 2017 – aufgrund der KWK-Förderung des Kombi-Heizkraftwerk – mit leicht reduzierter Kapazität eingesetzt. Insgesamt erhöht sich der Anteil des biogenen Brennstoffs Klärschlamm bereits seit dem Jahr 2016 stetig und trägt zur Dekarbonisierung bei. Die Anlage hat im Jahr 2017 circa 55.000 Tonnen Klärschlamm mitverbrannt. 2017 wurde ein Konzept für die Errichtung eines Klärschlammtrockners zur Erhöhung der Annahmemengen und damit weiteren Dekarbonisierung des Fernwärmekraftwerks erstellt. Die Trocknung des Klärschlamms soll dabei mit Fernwärme aus der eigenen Erzeugung erfolgen.
| Technische Daten       |                                                                          |
| Brennstoffe            | Braunkohle, Steinkohle, Petrolkoks, Ersatzbrennstoffe biogenen Ursprungs |
| Baujahr                | 1987                                                                     |
| Elektrische Leistung   | 38,0 MW                                                                  |
| Thermische Leistung    | 80,0 MW                                                                  |
| Brennstoffnutzungsgrad | 82,4 Prozent                                                             |

### Kombi-Heizkraftwerk (ab 1989)
Das Kombi-Heizkraftwerk besteht aus zwei erdgasgefeuerten GuD-Anlagen und einer Dampfturbinenanlage zur kombinierten Strom- und Fernwärmeerzeugung. Zudem befinden sich Heißwasserkessel sowie Hilfsdampferzeuger auf der Anlage. Gesteuert wird das Kraftwerk über den zentralen Leitstand vor Ort. 2005 ging die zweite Gasturbine an den Start. In 2021 wurden zwei Gasturbinen neuester Generation in Betrieb genommen, mit denen das Kombi-Heizkraftwerk einen Brennstoffausnutzungsgrad von 88,2 Prozent erreicht. Zudem bieten die neuen Turbinen die Möglichkeit der Mitverbrennung von Wasserstoff.
Der Netzanschluss erfolgt auf der 60-kV-Hochspannungsebene in das Stromnetz des Verteilnetzbetreibers Städtische Werke Netz + Service GmbH.

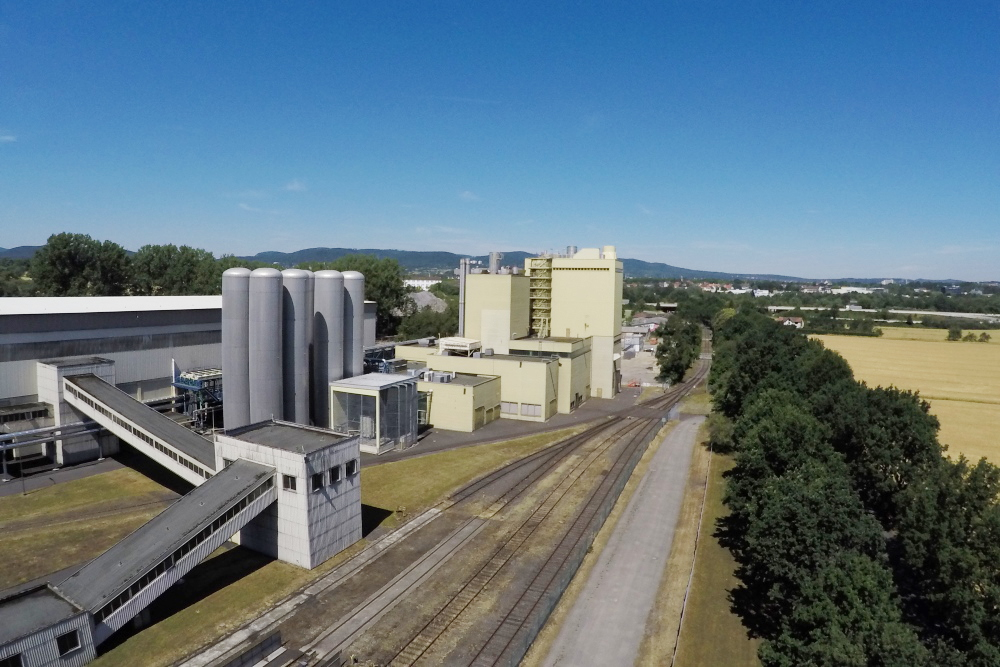
Kombi-Heizkraftwerk, Dennhäuser Straße, Kassel

| Technische Daten       |                                                                    |
| Brennstoff             | Erdgas                                                             |
| Baujahr                | GuD 1: 2021 GuD 2: 2021 Heißwasserkessel: 1986/2009                |
| Elektrische Leistung   | GuD 1: 15,6 MW GuD 2: 31,5 MW DT: 9,8 MW                           |
| Thermische Leistung    | GuD 1: 6,3 MW GuD 2: 12,1 MW DT: 40,9 MW Heißwasserkessel: 20,0 MW |
| Brennstoffnutzungsgrad | 88,2 Prozent                                                       |